# 凯文·爱德华兹
凯文·迪雷尔·爱德华兹（英語：Kevin Durell Edwards，1965年10月30日—），美国NBA联盟的前职业篮球运动员。他在1988年的NBA选秀中第1轮第20顺位被迈阿密热火选中。